# Normandie (D651)
Normandie (D651) es una fragata en servicio de la Armada francesa. Fue construida por el programa de fragatas multipropósito FREMM.

## Historial operativo
El Normandie realizó su primera prueba en el mar frente a la costa de Lorient el 15 de marzo de 2019.
El 6 de febrero de 2021, Normandie disparó con éxito su misil Aster 30.
El Normandie formaba parte del grupo de combate Clemenceau 22 liderado por el portaaviones Charles de Gaulle.